# Sablia davosiana
Sablia davosiana là một loài bướm đêm trong họ Noctuidae.